# ロブマイヤー
ロブマイヤー (独: J. & L. Lobmeyr GmbH) は、オーストリアのガラス工芸メーカー。
高品位のクリスタル・ガラス製の食器やグラス、花瓶、シャンデリア等を製造、販売することで世界的に知られる。
1823年の創業以来、創業者一家が継続して経営している。本社はウィーンに所在する。

## 歴史
1823年、ガラス職人のヨーゼフ・ロブマイヤー（1792年3月17日 グリースキルヒェンにて生誕 – 1855年 ウィーンにて死没）がウィーンでガラス製品を扱う商店を創業した。
1855年に息子兄弟のヨーゼフとルートヴィヒが父の事業を引き継ぎ、ヨーゼフは営業分野の重役を、ルートヴィヒは工芸分野の計画責任者をそれぞれ務めた。